# ジョゼフ・ファヴロ

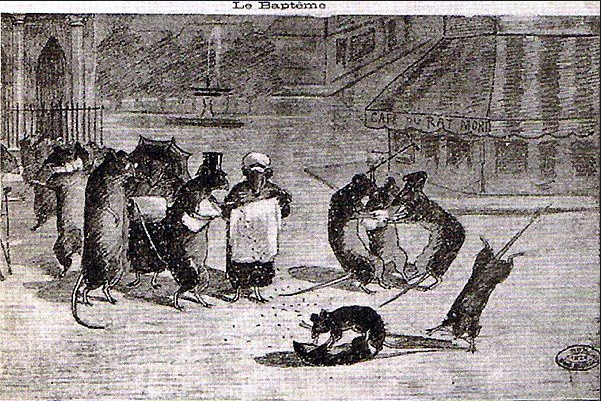
「Le Rat mort」の壁画

ジョゼフ・ファヴロとして知られる、バティスト＝バンジャマン・ファヴロ（Joseph Faverot、本名:Baptiste Benjamin Faverot、1862年5月2日 - 1918年2月18日）はフランスの画家、イラストレーターである。19世紀末のモンマルトルで活動し、サーカスの人々を描いたことで知られる。

## 略歴
パリで生まれた。父親は仕立て屋で母親は刺繍職人であった。パリ国立高等美術学校に入学し、ジャン＝レオン・ジェロームの教室で学んだ。1887年からフランス芸術家協会の展覧会に1900年まで毎年出展し、フランス芸術家協会の会員になった。風刺画家の協会、"Les Humoristes" が、1905年から開いた協会展、「サロン・ド・ウモリステ（Salon des humoristes）」にも出展した。1914年の国民美術協会の展覧会に道化師の肖像画を出展した.。パリで活動したが、パリ近郊のクレシー＝ラ＝シャペルやオーヴェル＝シュル＝オワーズにもしばらく住み、1899年にオーヴェル＝シュル＝オワーズで結婚した。パリで没した。
パリの人々の余暇の生活などを描き、「Au cirque Fernando」や「Cirque Medrano」といった有名なサーカス団の出演者の生活を描いた多くの小品を制作した。パリのカフェ「Le Rat mort」の壁画やカフェ・コンセール、「ル・ディヴァン・ジャポネ(le Divan Japonais)」で演じられた演目の舞台美術にもかかわった。ポスターや雑誌の挿絵も描き、挿絵は「 Le Courrier français」、「 Cocorico」、「 La Vache enragee」、「Le Rire」「 La Grande Guerre」、「 Les Quat'z'Arts 」といった雑誌に掲載された。

## 作品

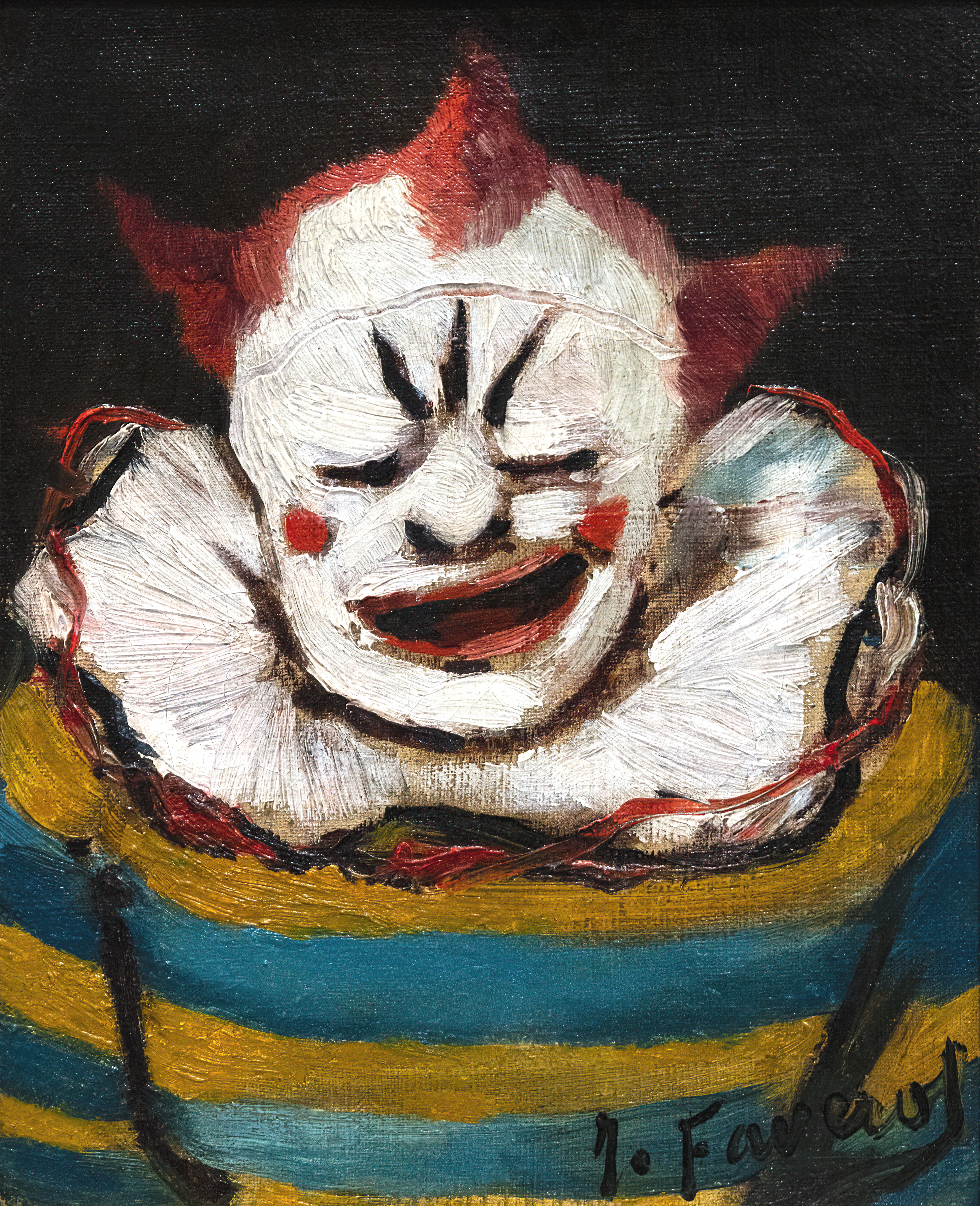
サーカスの道化師 トゥールーズ＝ロートレック美術館 蔵
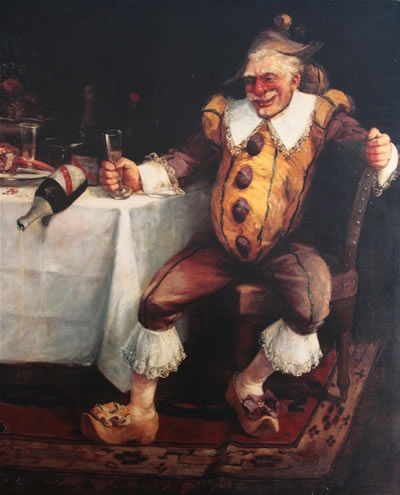
酔っ払いピエロ (1894年)
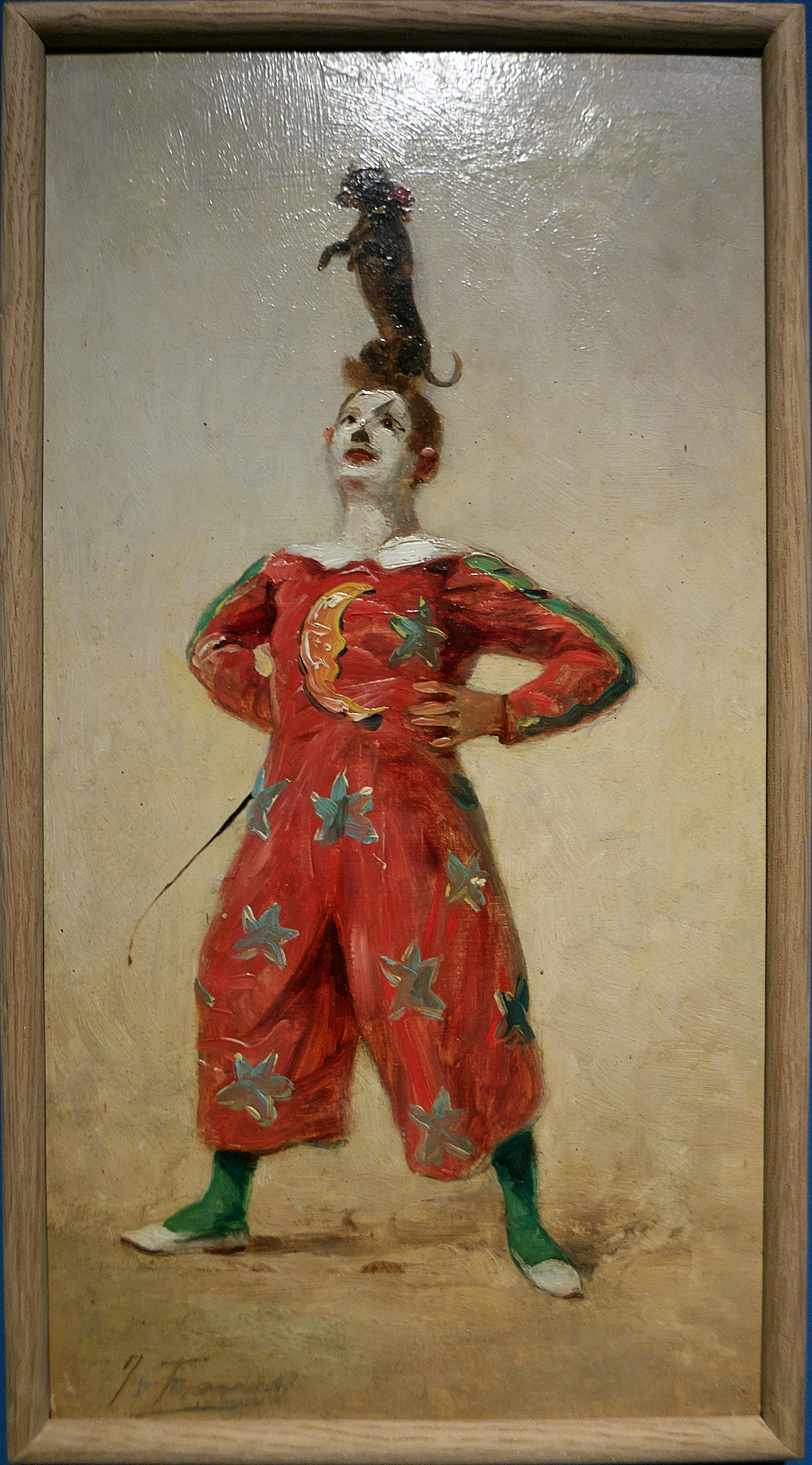
ピエロと犬